# Polerady (okres Most)
Polerady (německy Polerad) jsou obec v okrese Most v Ústeckém kraji, zhruba šest kilometrů jižně od města Mostu v nadmořské výšce 218 metrů. Žije v nich 231 obyvatel. Obcí prochází silnice II/255 a protéká jí říčka Srpina.

## Název
Název vesnice je odvozen ze spojení ves lidí, kteří máji rádi pole. V historických pramenech se jméno vsi objevuje ve tvarech: Polurad (1250, 1254), Polirad (1381), in Poleradiech (1393), Polihrad (1404, 1425), Polerady (1454), in Poliradech (1455), Polirat (1455), v Poliradech (1495), nad Polerady (1540), k Poleraduom (1544), Pellehrad (1654) a Pollehrad (1787).

## Historie
První písemná zmínka o vesnici obsahuje listina z roku 1250, ve které král Václav I. daroval oseckému klášteru část vsi. Druhá část vsi byla v majetku drobné šlechty. V roce 1381 je majitelkou zmiňována Anna z Polerad. Kolem roku 1393 zdědil část obce Petr ze Slavětína. Po jeho smrti roku 1404 o dědictví vedl spor Jan Kacovec z Vlkanic a král Václav IV. V polovině 15. století patřily Polerady městu Žatec, které je roku 1454 prodalo královské komoře. Královská komora Polerady darovala rodu Vřesovců a od nich se ves roku 1540 dostala do majetku Bartoloměje z Velebudic. Od roku 1637 vlastnil Polerady jako součást panství Postoloprty hrabě Václav Michna z Vacínova. V roce 1669 získali panství hrabata ze Sinzendorfu, kteří je v roce 1692 prodali Ferdinandovi Schwarzenbergovi a tomuto rodu patřila ves až do roku 1848. Po roce 1850 byly Polerady osadou Židovic. V roce 1890 se Polerady osamostatnily. V roce 1927 zde byla otevřena česká škola.

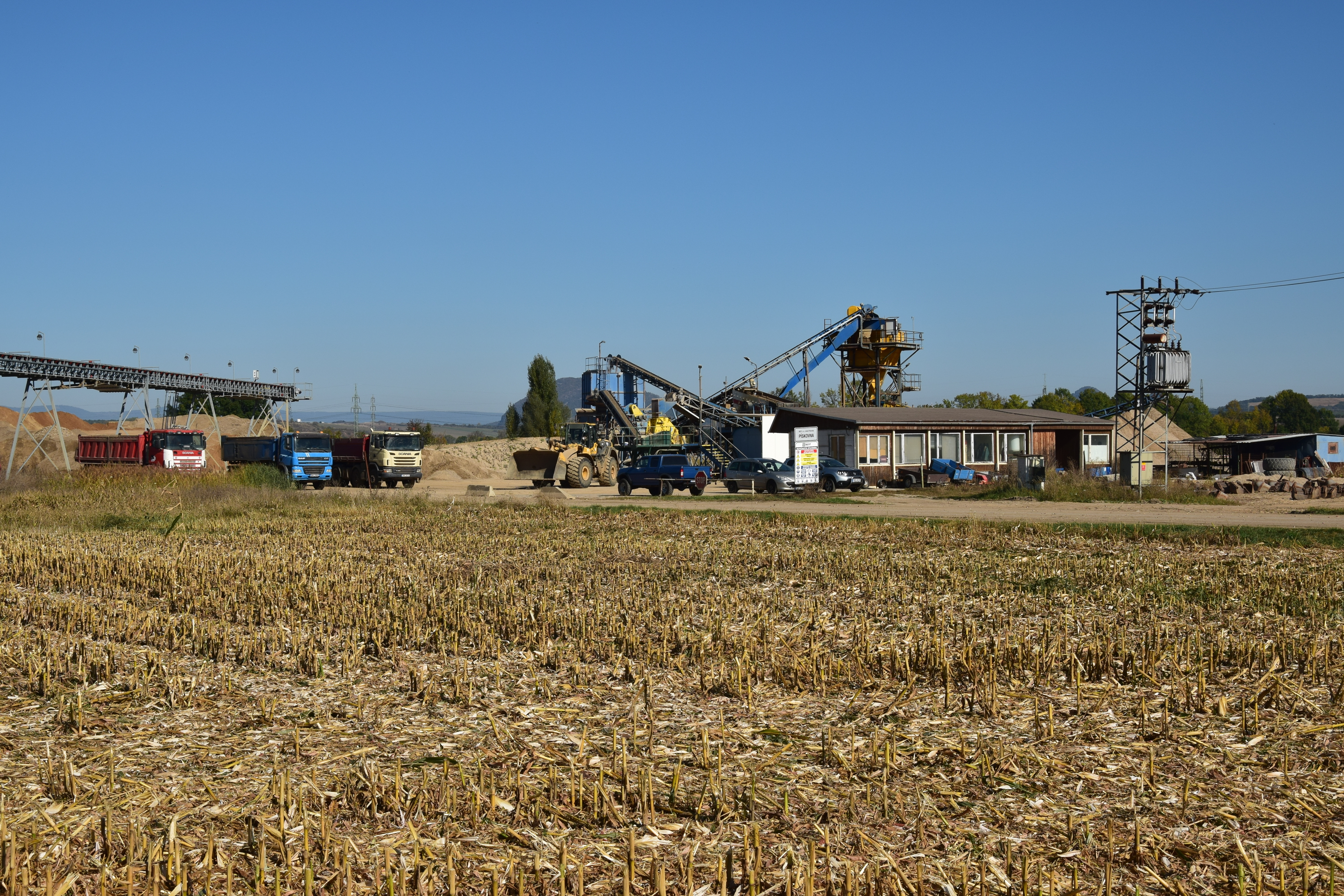
Východně od vesnice se nachází pískovna

Obyvatelstvo se živilo převážně zemědělstvím, např. pěstováním chmele. V roce 1719 bylo severně od Polerad objeveno hnědé uhlí. Těžba se rozšířila po roce 1770. V průběhu 19. století se v okolí Polerad nacházelo zhruba osm menších dolů. Nejvýznamnějším byla šachta Moravia, která byla v roce 1942 připojena k šachtě Mariana ve Skyřicích. Jihozápadně od Polerad stála rovněž cihelna.
Na počátku devadesátých let 20. století bylo opraveno veřejné osvětlení. V roce 1995 bylo v čp. 14 (bývalá budova statku) zřízeno deset bytových jednotek. Jižně od obce se nachází průmyslový areál na výrobu betonových výrobků (firma BEST).

## Přírodní poměry
U Polerad se nachází drobná seperátní hnědouhelná pánev, jejíž část vystupuje podél železniční vlečky k počeradské elektrárně na povrch. Vyvinula se v ní jediná sloj, členěná proplástky uhelných jílů do množství poloh. Mocnost sloje je menší v západní části pánve. Sloj vychází na povrch v 200 metrů dlouhém erozním odkryvu, na jehož severozápadním konci sloj nasedá na kaolinizované tufitické jíly až jílovce. Ve východní části pánve se uhlí těžilo v dole Moravia.

## Obyvatelstvo
Při sčítání lidu v roce 1921 ve vsi žilo 526 obyvatel (z toho 265 mužů), z nichž bylo 78 Čechoslováků, 444 Němců a čtyři cizinci. Kromě osmi evangelíků a 28 lidí bez vyznání se hlásili k římskokatolické církvi. Podle sčítání lidu z roku 1930 měla vesnice 628 obyvatel: 141 Čechoslováků, 481 Němců a šest cizinců. Převažovala římskokatolická většina, kromě které ve vsi žilo pět evangelíků, čtyři členové církve československé, tři příslušníci nezjišťovaných církví a osmnáct lidí bez vyznání.
|           | 1869 | 1880 | 1890 | 1900 | 1910 | 1921 | 1930 | 1950 | 1961 | 1970 | 1980 | 1991 | 2001 | 2011 |
| --------- | ---- | ---- | ---- | ---- | ---- | ---- | ---- | ---- | ---- | ---- | ---- | ---- | ---- | ---- |
| Obyvatelé | 308  | 347  | 364  | 452  | 483  | 526  | 628  | 356  | 333  | 274  | 207  | 150  | 215  | 220  |
| Domy      | 46   | 46   | 53   | 57   | 71   | 73   | 104  | 96   | 77   | 72   | 73   | 68   | 76   | 76   |

## Obecní symboly
Polerady získaly právo užívat obecní znak a vlajku na základě rozhodnutí předsedy Poslanecké sněmovny č. 83 ze dne 5. dubna 2001.

### Znak
Dělený štít, v horním, sedmkrát modro-stříbrně polceném poli zkřížená černá hornická kladívka, v dolním zeleném poli chmelový list se dvěma větévkami, každá se třemi šišticemi, vše zlaté.

### Vlajka
List tvoří v horní polovině osm svislých, střídavě modrých a bílých pruhů, uprostřed se zkříženými černými hornickými kladívky. Dolní polovinu listu tvoří zelený vodorovný pruh s chmelovým listem se dvěma větévkami, každá se třemi šišticemi, vše žluté. Poměr šířky k délce listu je 2:3.

## Osobnosti
V Poleradech se v učitelské rodině narodil podnikatel a politik Josef Wohanka (1842–1931).